# Estrilda blava d'Angola
El estrilda blava d'Angola (Uraeginthus angolensis) és un ocell de la família dels estríldids (Estrildidae).

## Hàbitat i distribució
Habita sabanes, boscos i ciutats a l'illa de São Tomé, sud de la República Democràtica del Congo, Angola, Zàmbia, sud, centre i nord-est de Tanzània, Burundi, Malawi, nord de Namíbia, nord i est de Botswana, Moçambic, Zimbabwe i nord-est de Sud-àfrica.